# AEK Larnaca F.C.
AEK Larnaca FC (Græsk: Αθλητική Έvωση Κιτίου Λάρνακας, Athletiki Enosi Kitiou Larnakas) er en cypriotisk fodboldklub fra havnebyen Larnaca. Klubben blev grundlagt i 1994 ved en fusion af to klubber fra Larnaca: EPA Larnaca og Pezoporikos. Udover fodbold har klubben også hold inden for basketball og volleyball.
Klubbens farver er grøn og gul og klubbens emblem er admiral Kimon.

## Historiske slutplaceringer
| Sæson   | Niveau | Liga            | Placering | Kilde  | Notering |
| ------- | ------ | --------------- | --------- | ------ | -------- |
| 2008/09 | 1.     | First Division  | 13.       | [ 1 ]  |          |
| 2009/10 | 2.     | Second Division | 2.        | [ 2 ]  |          |
| 2010/11 | 1.     | First Division  | 4.        | [ 3 ]  |          |
| 2011/12 | 1.     | First Division  | 5.        | [ 4 ]  |          |
| 2012/13 | 1.     | First Division  | 4.        | [ 5 ]  |          |
| 2013/14 | 1.     | First Division  | 8.        | [ 6 ]  |          |
| 2014/15 | 1.     | First Division  | 2.        | [ 7 ]  |          |
| 2015/16 | 1.     | First Division  | 2.        | [ 8 ]  |          |
| 2016/17 | 1.     | First Division  | 2.        | [ 9 ]  |          |
| 2017/18 | 1.     | First Division  | 4.        | [ 10 ] |          |
| 2018/19 | 1.     | First Division  | 2.        | [ 11 ] |          |
| 2019/20 | 1.     | First Division  | p.        | [ 12 ] | pandemin |
| 2020/21 | 1.     | First Division  | 5.        | [ 13 ] |          |
| 2021/22 | 1.     | First Division  | 2.        | [ 14 ] |          |
| 2022/23 | 1.     | First Division  | 3.        | [ 15 ] |          |
| 2023/24 | 1.     | First Division  | 2.        | [ 16 ] |          |
| 2024/25 | 1.     | First Division  | 4.        | [ 17 ] |          |